# همب-45
همب-45 (HMB-45) هو جسم مضاد أحادي النسيلة يتفاعل مع مستضد موجود في أورام الخلايا «الميلانينية» مثل سرطان الخلايا الصبغية. يتم استخدامه في علم الأمراض التشريحي كدليل بيولوجي لمثل هذه الأورام. ويعرف المستضد الذي يتعرف على همب-45 (HMB-45) الآن باسم (pmel 17).
تم اكتشاف همب-45 من الأستاذين ألين إم غون وآرثر فوجيل في عام 1986. وقد تم إنتاج الأجسام المضادة للمستخلص من سرطان الخلايا الصبغية. كما أن همب-45 يتميز بحساسية عالية وخصوصية فائقة للكشف عن سرطان الخلايا الصبغية.

## ميزاته وعيوبه
تم تقييم همب-45 في إحدى الدراسات لتشخيص سرطان الخلايا الصبغية وكانت حساسيته 92% كما يتفاعل بشكل إيجابي ضد خلايا «الوحمة الموصلية» والخلايا «الصباغية الجنينية» ولا يتفاعل مع الخلايا السرطانية الأخرى.
على الرغم من حساسية -همب-45 العالية فإن من أهم عيوبه هو انه لا يمكن الكشف عنه إلا فقط في 50-70 ٪ من الأورام الميلانينية. كما أن همب-45 غير نشط مع جميع الأورام البشرية الخبيثة إلا مع سرطان الجلد.

## تخزينه
يجب تخزين همب-45 في الثلاجة على أربع درجات مئوية، وتكون هذه الأجسام المضادة مستقرة مدة تصل إلى شهرين من دون أي فقدان للجودة.